# یلنگوو
یلنگوو (به لاتین: Jeleniewo) یک روستا در لهستان است که در گمینا یلنگوو واقع شده‌است. یلنگوو ۳٬۰۹۲ نفر جمعیت دارد.